# Алма (Висконсин)
Алма (енгл. Alma) град је у америчкој савезној држави Висконсин.

## Демографија
По попису из 2010. године број становника је 781, што је 161 (-17,1%) становника мање него 2000. године.
| Група             | 2000.       | 2010.       |
| Белци             | 908 (96,4%) | 767 (98,2%) |
| Афроамериканци    | 2 (0,2%)    | 1 (0,1%)    |
| Азијати           | 3 (0,3%)    | 1 (0,1%)    |
| Хиспаноамериканци | 8 (0,8%)    | 5 (0,6%)    |
| Укупно            | 942         | 781         |